# 1983년 전국체육대회
제64회 전국체육대회는 1983년 10월 6일부터 1983년 10월 11일까지 인천직할시에서 개최되었다.
모범선수단상을 질서상으로 변경하고, 입장식때 자유로운 보법으로 행진하였다. 성취상이 제정되었으며, 경기운영의 전산화 시스템을 구축하였다.

## 개요
- 대회명칭 : 제64회 전국체육대회
- 개최기간 : 1983년 10월 6일 ~ 1983년 10월 11일
- 개최지 : 인천직할시
- 구호 : 굳센 체력, 알찬 단결, 빛나는 전진
- 참가인원 : 17,543명
- 종별 : 일반부, 대학부, 고등부

## 종목

### 정식종목
| - 검도 - 궁도 - 농구 - 럭비 - 레슬링 - 배구 - 배드민턴 - 복싱 - 사격 - 사이클 | - 수영 (경영, 다이빙, 수구) - 승마 - 씨름 - 야구 - 역도 - 유도 - 육상 - 정구 - 조정 - 체조 | - 축구 - 탁구 - 태권도 - 테니스 - 펜싱 - 하키 - 핸드볼 |

### 시범종목
- 롤러
- 볼링
- 양궁
- 요트